# Ananias Shikongo
Ananias Shikongo, né le 25 avril 1986, est un athlète handisport namibien, spécialiste des épreuves de sprint.

## Biographie
Ananias Shikongo grandit dans le village namibien de Okankolo dans la région d'Oshikoto. Il perd son œil gauche dans un accident de tir à l'arc à l'âge de trois ans, et son œil droit à l'âge de six ans après avoir été blessé par un âne.